# Интегральная психология
Интегральная психология — общий подход к психологии, который стремится объединять в себе  опыт, приобретённый в процессе развития и реализации различных психологических теорий. Интегральная психология, среди прочего, включает в себя открытия психологии развития и эволюционной психологии, глубинной психологии и когнитивных наук, трансперсональной психологии и мистических учений Востока и Запада и представляет собой важное направление в рамках неоинтегративных мировоззрений.
Научность направления как таковая подвергается критике со стороны научного сообщества. Так, например, в докладе об истории, современном положении и перспективах развития трансперсональной психологии на 15-й ежегодной конференции Секции трансперсональной психологии Британского психологического общества 17 сентября 2011 года, трансперсональный психолог Майкл Дэниелс относит «уилберизм» — основу интегральной психологии — к имитирующим науку культам. С другой стороны, Джон Роуэн, тоже член Британского психологического общества, а также член редакторского совета журналов «Self & Society», «The Transpersonal Psychology Review», «Counseling Psychology Review», «Journal of Humanistic Psychology», неоднократно высказывался в поддержку в отношении Кена Уилбера и интегральной психологии в своих публикациях и выступлениях, в том числе и на 11-й ежегодной конференции Секции трансперсональной психологии Британского психологического общества. Некоторые интегральные психологи заявляют, что критики интегральной психологии зачастую демонстрируют непонимание её теоретических основ.

## Общие сведения
Согласно Кену Уилберу, одному из основных сторонников и разработчиков интегральной психологии, для подлинной интегральной теории в психологии неприемлем редукционизм в какой-либо форме (то есть упрощение какого-то феномена до одного лишь своего аспекта: например, при рассмотрении мистических переживаний сосредотачиваться только на нейрофизиологических механизмах, а остальные аспекты отвергать, или же, наоборот, говорить, что важна только одна интерпретация самого опыта и т. д.). При этом в интегральной психологии рассматриваются не только западные психологические модели, затрагивающие доличностные и личностные стороны психологии, но и восточные, которые имеют многовековую методологию интерпретации, классификации и достижения так называемых надличностных уровней развития, и развивается направление интегральной психотерапии и психопатологии, в том числе и в таких прикладных направлениях, таких как аддиктология и реабилитация лиц с различными зависимостями, психопатология и исследование этиологии депрессии, психологическое консультирование и др. Важным вопросом является изучение постконвенциональных стадий развития личности. Подход интегральной теории и интегральной психологии разрабатывается в приложении и к смежным дисциплинам (например, организационному менеджменту и организационной психологии, теориям обучения и образования, уходу за больными, криминологии, литературоведению, медицине и психосоматической медицине и т. д.).
Концепция интегральной психологии развилась из работ различных мыслителей, психологов и исследователей Запада и Востока. Термин «интегральная психология» впервые был использован в 1940-х годах Индрой Сеном, учеником индийского мистика Шри Ауробиндо, основавшего школу интегральной йоги. По мысли Сена, этот термин предназначался для описания психологических наблюдений Ауробиндо. Однако книга с соответствующим названием («Интегральная психология: психологическая система Шри Ауробиндо», "Integral Psychology: The Psychological System of Sri Aurobindo") была опубликована Международным центром образования Шри Ауробиндо только в 1986 году.
В 1970-х годах дальнейшему развитию интегральной психологии начал способствовать Харидас Чаудхури, постулировавший в качестве её основы триаду принципов уникальности, взаимосвязанности и трансценденции, соответствующих личностной, межличностной и надличностной сферам человеческого опыта. Наиболее современные работы, посвящённые интегральной психологии, разрабатываются в основном в рамках интегрального подхода Кена Уилбера, основанного на методологии «всесекторной, всеуровневой» модели (AQAL). В 1977 издаётся его первая работа под названием «Спектр сознания», в которой предпринимается попытка представить интегральный подход к психологии. В 1997 году в журнале «Journal of Consciousness Studies» была опубликована статья Кена Уилбера «Интегральная теория сознания»; в ней Уилбер перечисляет двенадцать областей психологии, которые способны внести вклад в создание интегральной модели сознания, а в 1999 году увидела свет его монография «Интегральная психология», являющаяся сжатым изложением планирующегося в будущем объёмного труда по интегральной психологии, над которым Уилбер работает с 1992 года.

### Книги на русском языке
- Уилбер К. Интегральная психология: Сознание, Дух, Психология, Терапия. — М: ООО «Издательство ACT» и др., 2004. ISBN 5-17-021067-1
- Уилбер К. Проект Атман: Трансперсональный взгляд на человеческое развитие. — М: ООО «Издательство ACT» и др., 2004. ISBN 5-17-021069-8
- Уилбер К. Никаких границ. Восточные и западные пути личностного роста. — М: ООО «Издательство ACT» и др., 2004. ISBN 5-17-018322-4
- Уилбер К. Интегральное видение. — М.: Открытый Мир, 2009. ISBN 978-5-9743-0156-8
- МакНаб П. Интегральное общение. Мастерство коммуникации с помощью системы НЛП и интегральной модели Кена Уилбера. — М.: Открытый Мир, 2010. ISBN 978-5-9743-0178-0
- Киященко Л. П., Моисеев В. И. Философия трансдисциплинарности / Рос. акад. наук, Ин-т философии. — М.: ИФРАН, 2009. ISBN 978-5-9540-0152-5.

### Книги на английском языке
- Wilber, Ken. The Spectrum of Consciousness, 1977, anniv. ed. 1993: ISBN 0-8356-0695-3
- Wilber, Ken. No Boundary: Eastern and Western Approaches to Personal Growth, 1979, reprint ed. 2001: ISBN 1-57062-743-6
- Wilber, Ken. The Atman Project: A Transpersonal View of Human Development, 1980, 2nd ed. ISBN 0-8356-0730-5
- Wilber, Ken. Up from Eden: A Transpersonal View of Human Evolution, 1981, new ed. 1996: ISBN 0-8356-0731-3
- Wilber, Ken. Integral Psychology: Consciousness, Spirit, Psychology, Therapy, 2000, ISBN 1-57062-554-9
- Wilber, Ken. Integral Spirituality: A Startling New Role for Religion in the Modern and Postmodern World, 2006, ISBN 1-59030-346-6
- Wilber, Ken. The Integral Vision: A Very Short Introduction to the Revolutionary Integral Approach to Life, God, the Universe, and Everything, 2007, ISBN 1-59030-475-6
- Wilber, Ken. Sex, Ecology, Spirituality: The Spirit of Evolution, 1st ed. 1995, 2nd rev. ed. 2001: ISBN 1-57062-744-4
- Wilber, Ken., Engler, Jack, Brown Daniel. Transformations of Consciousness: Conventional and Contemplative Perspectives on Development, 1986, ISBN 0-394-74202-8
- Wilber, Ken. Spiritual Choices: The Problem of Recognizing Authentic Paths to Inner Transformation (co-authors: Dick Anthony, Bruce Ecker), 1987, ISBN 0-913729-19-1
- Wilber, Ken. A Sociable God: A Brief Introduction to a Transcendental Sociology, 1983, new ed. 2005 subtitled Toward a New Understanding of Religion, ISBN 1-59030-224-9
- Wilber, Ken. Eye to Eye: The Quest for the New Paradigm, 1984, 3rd rev. ed. 2001: ISBN 1-57062-741-X
- Sen, Indra (1986) Integral Psychology: The Psychological System of Sri Aurobindo, Pondicherry, India: Sri Aurobindo Ashram Trust
- Chaudhuri, Haridas. (1977). The Evolution of Integral Consciousness. Wheaton, Illinois: Quest Books. 1989 paperback reprint: ISBN 0-8356-0494-2
- Forman M. A Guide to Integral Psychotherapy: Complexity, Integration, and Spirituality in Practice (Suny Series in Integral Theory). — New York: State University of New York Press, 2010.
- Ingersoll R. E., Zeitler D. M. Integral Psychotherapy: Inside Out/Outside (Suny Series in Integral Theory). — New York: State University of New York Press, 2010.
- Marquis A. The Integral Intake: A Guide to Comprehensive Idiographic Assessment in Integral Psychotherapy. — Routledge, 2007.
- Esbjörn-Hargens S. (Ed.) Integral Theory in Action: Applied, Theoretical, and Constructive Perspectives on the AQAL Model (SUNY series in Integral Theory). — New York: State University of New York Press, 2010.
- Dupuy J. Integral Recovery: A Revolutionary Approach to the Treatment of Alcoholism and Addiction (SUNY series in Integral Theory). — Excelsior Editions, 2013.
- Combs A. The Radiance of Being: Understanding the grand integral vision: living the integral life. — Paragon House, 2002
- Combs A. Consciousness Explained Better: Towards an Integral Understanding of the Multifaceted Nature of Consciousness. — Paragon House, 2009.
- McNab P. Towards An Integral Vision: Using NLP & Ken Wilber’s AQAL Model to Enhance Communication. — Trafford Publishing, 2006. ISBN 978-1412045278
- Cook-Greuter, S. R. (2010). Postautonomous ego development: A study of its nature and measurement. (Harvard University, 1999). Integral Publishers: Dissertation series. ISBN 978-1-4507-2515-6